# Jim Weaver
Jim Weaver (Chicago, ...) è un allenatore di pallacanestro statunitense, professionista nella ABA.

## Carriera
Ha allenato nella NCAA a Saint Mary's, dal 1955 al 1962. Nella stagione 1968-1969 ha sostituito Slater Martin sulla panchina degli Houston Mavericks, franchigia della ABA, che durante la sua permanenza in panchina ha avuto un bilancio di 20 vittorie e 46 sconfitte.